# Opogona amphichorda
Opogona amphichorda är en fjärilsart som beskrevs av Edward Meyrick 1921. Opogona amphichorda ingår i släktet Opogona och familjen äkta malar.
Artens utbredningsområde är Moçambique. Inga underarter finns listade i Catalogue of Life.